# Alfa Romeo Matta
Alfa Romeo 1900M Matta — легкий багатоцільовий повнопривідний (4х4) автомобіль, що серійно випускався компанією Alfa Romeo на початку 1950-х років для потреб Італійської армії. Був аналогом відомого американського позашляховика Willys MB.

## Назва
Matta в перекладі з італійської означає «божевільна». Таке ім'я було дано автомобілю Alfa Romeo 1900M за видатні технічні характеристики, зокрема, за здатність долати круті підйоми і невеликі річки.
Випускалися дві модифікації: AR51 і AR52 (іт. Autovettura da Ricognizione — розвідувальний автомобіль). Назва AR51 відображає рік створення зразка і присвоювалося машинам, випущеним в період з 1951 по 1953 рік. AR52 — пізніша модифікація, що випускалася в 1954 році. Деякі автори вважають AR52 варіантом для військово-повітряних сил Італії. За іншою версією, модифікація AR51 виготовлялася для Італійської армії, а AR52 — для цивільного використання. Варто відзначити, що позначення AR застосовувалося і для інших автомобілів на службі Італійської армії.

## Історія
Matta виготовлялася з 1951 по 1954 роки. Було випущено 2007 моделей AR51 і 154 моделі AR52. У 1954 році, Італійська армія відмовилася від AR51 і перейшла на Fiat Campagnola, який був технічно простіший і значно дешевший.

## Будова автомобіля
Matta мала 1884 см³ двигун Alfa Romeo AR 1307 з системою Twin Cam (дві свічки на циліндр) потужністю 65 к.с. (48 кВт) з сухим картером. Matta була побудована на окремому шасі, яке встановлювалося на більшості позашляховиків.